# Bahreinse dinar
De dinar is de munteenheid van Bahrein. Eén dinar is duizend fils.
De naam dinar is afgeleid van het Romeinse denarius, dat "zilver geld" betekent.
Voor 1960 werd in Bahrein veelal het pond sterling gebruikt, daarna kwam ook de Indiase roepie meer in gebruik. Speciaal voor de regio gaf de Indiase centrale bank een Perzische Golf roepie (XPGR) uit. Door de devaluatie van de Indiase roepie in 1966 werd men gedwongen lokale munteenheden te introduceren. In Bahrein werd de Bahreinse dinar vanaf oktober 1965 ingezet en verving de roepie in een verhouding van 1 tot 10.
De volgende munten worden gebruikt: 10, 25, 50, 100 en 500 fils.
Het papiergeld is beschikbaar in biljetten van ½, 1, 5, 10 en 20 dinar.

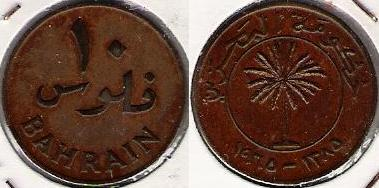
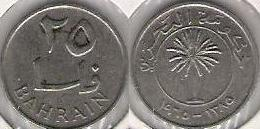
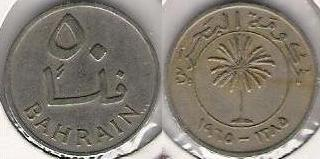
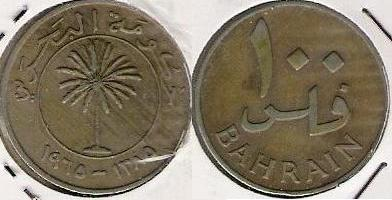
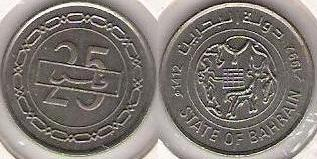
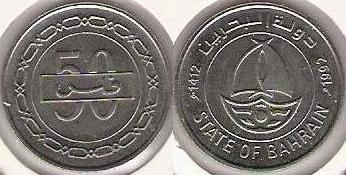